# Morinosaurus typus
Il morinosauro (Morinosaurus typus) è un dinosauro erbivoro appartenente ai sauropodi, vissuto nel Giurassico superiore (Kimmeridgiano, circa 155 milioni di anni fa). L'unico resto fossile noto (un dente danneggiato) è stato ritrovato in Francia. L'identità è dubbia.

## Classificazione
Il dente fossile su cui si basa il genere venne ritrovato in rocce giurassiche provenienti da Boulogne-sur-Mer, nel dipartimento di Pas-de-Calais in Francia. Il dente, poi andato perduto, aveva una corona lunga circa 5 centimetri e una sezione tra i 16 e i 12 millimetri. 
Il fossile venne descritto dal paleontologo francese H. E. Sauvage nel 1874, il quale lo paragonò a denti simili attribuiti al titanosauro Hypselosaurus, del Cretaceo superiore della Provenza. Sauvage, inoltre, attribuì allo stesso esemplare anche un omero destro incompleto. 
Curiosamente, nonostante le illustrazioni del dente e le affinità con un titanosauro dai denti a corona stretta, due successive pubblicazioni autorevoli (Romer 1956, Steel 1970) considerarono Morinosaurus un sinonimo di Pelorosaurus, un presunto brachiosauride del Cretaceo inferiore inglese (come altri brachiosauridi, si suppone che anche Pelorosaurus possedesse denti dalla corona larga).
In ogni caso, il dente francese venne attribuito alla specie P. manseli (poi "Ischyrosaurus"), anch'essa del Giurassico superiore. Recenti ricerche considerano Morinosaurus (il cui nome significa "lucertola dei Morini", dal nome di un antico popolo della Francia settentrionale) semplicemente come un nomen dubium.